# Имунитет (право)
 Тази статия е за правното понятие.  За биологичното явление вижте Имунитет.  
Имунитетът (от лат. immunitas, в превод „освобождение, избавление от нещо“) представлява процесуално- или материалноправна пречка за подвеждане на даден правен субект под наказателна, административна или гражданска отговорност.

## Депутатски имунитет
В някои държави е забранено задържането или възбуждането на наказателно преследване срещу народни представители с цел да им се осигури свобода и независимост при изпълнение на задачите им. Изключение понякога се допуска при заварени тежки престъпления. Имунитетът на народните представители в България се снема с разрешение на Народното събрание при престъпления от общ характер или при писмено съгласие на народния представител. В останалите случаи депутатите ще отговарят за деянията си след изтичане на мандата им, доколкото не са преизбрани, не е изтекла давност или по отношение на деянието нямат индемнитет (когато не отговарят за мнения и гласувания). По отношение на административнонаказателното преследване и граждански процеси народните представители нямат имунитет.
В България членовете на Конституционния съд се ползват с имунитета на народните представители. Първоначално такъв притежават и представителите на съдебната власт, но с първите промени в Конституцията през 2003 г. имунитетът им е сведен до функционален наказателно- и гражданскоправен, а с промените от 2007 г. отпада изцяло процесуалният му елемент (за повдигане на обвинение и задържане).
Президентът на Република България и вицепрезидентът също притежават имунитет. Той може да бъде снет от Конституционния съд при нарушение на Конституцията или държавна измяна с прекратяване на пълномощията им.
Министрите не разполагат с подобна защита.

## Дипломатически имунитет
Дипломатическите представителства и техният персонал на територията на чужди държави притежават съвкупност от привилегии и имунитети, т.е. повече права и по-малко задължения от обикновените граждани. Основават се на Виенската конвенция за дипломатическите отношения, Конвенцията за специалните мисии, Конвенцията за привилегиите и имунитетите на Обединените нации от 1946 г., Конвенцията за привилегиите и имунитетите на специализираните учреждения на ООН от 1947 г. и т.н. С особен статут се ползват някои представители в международни организации и в Европейския съюз, където те получават имунитет и от юрисдикцията на изпращащата държава — например в Съвета на министрите на Съвета на Европа и депутатите в Европейския парламент на Европейския съюз.
Преобладаващото мнение е, че имунитетът е вид привилегия с правопрепятстващо действие относно: наказателната отговорност (материален) и нейното реализиране (процесуален). По отношение на наказателната неотговорност бива ползван терминът индемнитет.
При действието на социалистическото българското наказателно и административнонаказателно право понятието имунитет заменя старото понятие за екстериториалност (вънземство) (вж. чл. 3 ал. 2 НК от 1968 и чл. 5 ЗАНН от 1969 г.). Всъщност се касае за различни теоретични юридически конструкции за обосноваване на неприкосновеността на посланиците, каквато съществува още от древността:
- екстериториалност — фингира се юридически, че посланикът и свитата му се намират на територията на своята държава и така спрямо тях не се прилагат законите на държавата, на чиято земя реално са;
- представителна теория — посланикът се приема за олицетворение на представляваната държава, а приемащата държава, като равна ней, няма власт над нея (par in parem non habet jurisdictionem).
- огранно схващане — дипломатическото представителство е държавен орган, а персоналът му включва служители на учреждение (администрация). Следователно според това по-съвременно схващане са налице:
  - привилегии и имунитети на дипломатическото представителство – неприкосновеност на помещенията, на архивите и документите, свобода на отношения между службите на представителството (вкл. кореспонденцията), ползване на флаг и емблема.
  - лични привилегии и имунитети на сътрудниците — лична неприкосновеност на главата на представителството и членовете на дипломатическия персонал, неприкосновеност на жилищата (частната резиденция е защитена като представителството), неподсъдност на местните съдилища (граждански, наказателни), както и на административнонаказателни юрисдикции; фискален имунитет — освобождаване от такси, данъци, мита и лични и обществени повинности.

Консулските представители се ползват с ограничен имунитет на основата на взаимност. Въз основа на Виенската конвенция за консулските отношения от 1963 г. се сключват двустранни консулски конвенции. Привилегиите и имунитетите също се разделят на такива на чуждестранния орган и такива на консулските длъжностни лица и служещи.
ГПК от 1952 г. говори за екстериториалност (чл. 8), докато в ГПК от 2007 г. – за съдебен имунитет (чл. 18). Поначало той не се прилага при частни (лични) техни дела, при техен отказ от имунитет, и при дела от изключителна подведомственост на българските съдилища (недвижими имоти и др.)

## Феодален имунитет
През Средните векове феодалите имали право да изпълняват във владенията си някои държавни функции (съдебни, събиране на налози, полицейски надзор) без намеса на централната власт и същевременно да бъдат освобождавани от редица данъци и плащания. Имунитетът спомага за закрепостяване на селяните.

## Държавен имунитет
Съгласно доктрината за държавния имунитет такъв може да притежава и държавата.